# Inken Baxmeier
Inken Katharina Baxmeier (* 20. Januar 1988 in Berlin) ist eine deutsche Synchronsprecherin und Juristin.

## Biografie
Inken Baxmeier wurde 1988 in Berlin geboren. Im Jahr 2007 machte sie ihr Abitur am Georg-Herwegh-Gymnasium in Berlin-Hermsdorf. Im Anschluss daran studierte sie Rechtswissenschaften an der Humboldt-Universität Berlin. Mit abgeschlossenem Referendariat erlangte sie 2015 die Zulassung als Rechtsanwältin und ist seit 2023 auch als Notarin tätig. Nach eigener Aussage ist Baxmeier seit ihrem 12. Lebensjahr nebenberuflich als Synchronsprecherin tätig.
Sie ist vor allem als deutsche Stimme von Musa, der Fee der Musik, aus dem Winx Club bekannt. Seit 2004 leiht sie der musikalischen Fee ihre Stimme und sprach die Rolle neben der TV-Serie auch im Kinofilm Winx Club – Das Geheimnis des verlorenen Königreichs und den beiden Fortsetzungen Winx Club 3D – Das magische Abenteuer sowie Winx Club – Das Geheimnis des Ozeans. In Pretty Cure synchronisierte sie Kyouko, in dem Shōjo-Anime Maid-sama Honoka, in Randy Cunningham: Der Ninja aus der 9. Klasse Theresa Fowler und in Monster High Robecca Steam. In der Monster-High-Hörbuchreihe übernahm Baxmeier diese Rolle erneut. Als Maddie war sie in der Disney-Sitcom Hund mit Blog zu hören und auch in den Serien Gossip Girl, Pandora Hearts, Save Me – Nicht schon wieder!, Blue Bloods – Crime Scene New York, Misfits, Warehouse 13 und Pretty Little Liars hatte sie kleinere Rollen inne. Von 2013 bis 2015 sprach sie in der Netflix-Serie Hemlock Grove die Rolle der Ashley Valentine. Für die MTV-Shows Teen Mom und FriendZone sprach Baxmeier zudem Voice-over. Außerdem sprach sie Hauptrollen in Nicky, Ricky, Dicky & Dawn und Best Friends – Zu jeder Zeit.
Neben ihrer Tätigkeit als Synchronsprecherin und praktizierende Rechtsanwältin in Berlin ist sie Mitglied eines Reitvereins. Inken Baxmeier hat eine Tochter.

## Synchronrollen (Auswahl)
Gemma Donati
- 2004–2019: Winx Club[2] … als Musa
- 2007: Winx Club – Das Geheimnis des verlorenen Königreichs … als Musa
- 2010: Winx Club 3D – Das magische Abenteuer … als Musa
- 2014: Winx Club – Das Geheimnis des Ozeans[3] … als Musa

Julie Maddalena
- 2010–2018: Monster High … als Robecca Steam (2. Synchronfassung)
- 2014: Monster High – Fatale Fusion … als Robecca Steam
- 2014: Monster High – Licht aus, Grusel an! … als Robecca Steam
- 2015: Monster High – Das große Schreckensriff … als Robecca Steam

Romi Dames
- 2011: Winx Club: Die Rache der Trix … als Musa
- 2011: Winx Club: Kampf um Magix … als Musa
- 2011: Winx Club: Wie alles Begann … als Musa
- 2012: Winx Club: Der Schattenphönix … als Musa

Mamiko Noto
- 2014: Clannad … als Kotomi Ichinose
- 2015: Clannad After Story … als Kotomi Ichinose

Miho Arakawa
- 2016: Danganronpa 3: The End of Hope’s Peak High School – Hope Arc … als Sonia Nevermind
- 2016: Danganronpa 3: The End of Hope's Peak Academy – Despair Arc … als Sonia Nevermind

Aina Suzuki
- 2016: Love Live! Sunshine!! … als Mari Ohara
- 2023: Yohane the Parhelion: Sunshine in the Mirror … als Mari

### Filme
- 2007: An American Crime für Hayley McFarland … als Jennie Likens
- 2010: The Runaways für Stella Maeve … als Sandy West
- 2011: Attack the Block für Danielle Vitalis … als Tia
- 2011: Gregs Tagebuch 2 – Gibt's Probleme? für Maple Batalia … als Melissa
- 2011: Kids in America für Caitlin Wachs … als Katie Carmichael
- 2012: Vom Blitz getroffen für Allie Grant … als Remy Baker
- 2013: The Garden of Words für Mikako Komatsu … als Aizawa
- 2013: Gimme Shelter für Natalie Guerrero … als Tina
- 2013: V/H/S/2 für Samantha Gracie … als Jen
- 2014: Summer Musical für Kayleigh Bennett … als Dena
- 2014: Cowgirls and Angels 2: Dakotas Pferdesommer für Emily Bett Rickards … als Kristen Rose
- 2016: Pandora für Joo-hyun Kim … als Yeon-joo
- 2017: Corpse Party für Honoka Naito … als Sachiko Shinozaki
- 2017: Detektiv Conan: Der purpurrote Liebesbrief für Riho Yoshioka … als Mikiko Hiramoto
- 2018: Das Festival für Lizzy Connolly … als Lucy
- 2018: Pearl in Paradise für Ashmita Kant … als Molly
- 2021: Batman: Soul of the Dragon für Jamie Chung … als Jade
- 2023: Maggie Moore(s) für Bobbi Kitten … als Cassie Novak

### Serien
- 2011–2013: American Hoggers für / als Lea Penick
- 2011–2012: Michel – Willkommen in Asthma für unbekannt … als Venia
- 2012[4]: Teen Mom für / als Emily Houska
- 2012–2020: Doc McStuffins, Spielzeugärztin für Grey Griffin und China Anne McClain … als Surfer Girl und Tisha
- 2013: Corpse Party: Tortured Souls für Ikue Ōtani … als Sachiko Shinozak
- 2013–2019: Ever After High für Marieve Herington … als Darling Charming
- 2014–2015: Akatsuki no Yona – Prinzessin der Morgendämmerung für Chiwa Saitō … als Prinzessin Yona
- 2014–2015: Magic Kaito 1412 für Atsumi Tanezaki … als Keiko Momoi
- 2014–2018: Nicky, Ricky, Dicky & Dawn für Gabrielle Elyse … als Josie
- 2015: Sankarea: Undying Love OVA für Hōko Kuwashima … als Satsuki
- 2015–2016: Best Friends – Zu jeder Zeit für Lauren Taylor … als Shelby Marcus
- 2015–2016: Concrete Revolutio für Aki Toyosaki … als Emi Kino
- 2015: Magie Akademie für Kennedy Lea Slocum … als Ruby Webber
- 2016: Die Welt der Winx für Kate Bristol …  als Musa
- seit 2017: Young Justice für Stephanie Lemelin … als Artemis / Tigress / Artemis Crock
- 2018: SWORDGAI The Animation für Rina Satou … als Kyouka Kagami